# Friedhofsmuseum Hannover

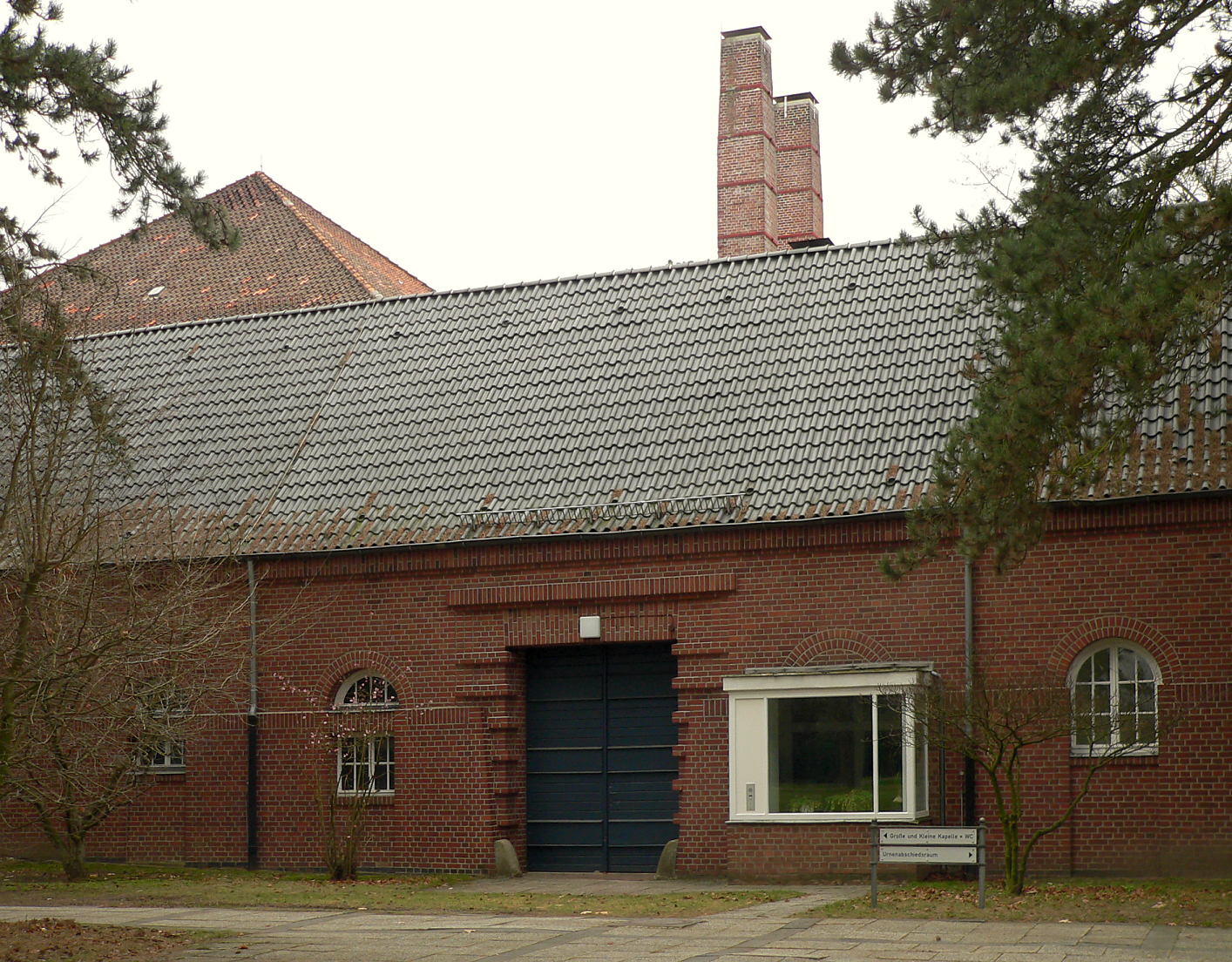
Eingang zum Friedhofsmuseum

Das Friedhofsmuseum Hannover ist ein Friedhofsmuseum auf dem Stadtfriedhof Seelhorst in Hannover, das sich der Friedhofs- und Bestattungskultur widmet. Das Museum existiert seit 2006, beherbergt die Ausstellung „Hannoversche Friedhofs- und Bestattungskultur“ und weist jährlich über 1000 Besucher auf. Gezeigt werden unter anderem die Themenbereiche Friedhofsplanung, Grabgestaltung und Trauerfeiern, sowie Informationen zu Erd- und Feuerbestattungen.  Das Friedhofsmuseum ist auch kultureller Veranstaltungsort. Neben Führungen durch Museum und Friedhof finden auch Lesungen und Kunstausstellungen statt.
2012 war das Friedhofsmuseum Thema der ARD-Themenwoche.